# Drum național 55
Die Drum național DN 55 (rumänisch für „Nationalstraße 55“, kurz DN55) ist eine Hauptstraße in Rumänien. 

## Verlauf
Die Straße beginnt an der von der Straße II-15 in Orjachowo in Bulgarien über die Donau nach Bechet führenden Donaufähre. Sie durchzieht die Stadt Bechet, wo sie auf die nach Osten führende Drum național 54A und die nach Westen führende Drum național 55A trifft. Die Straße verläuft nun in nördlicher Richtung über Dobrești, etwa parallel zum Fluss Jiu (Schil), zur Kreishauptstadt Craiova, an deren südlichem Stadtrand sie in die Drum național 56 (Europastraße 79) mündet.
Die Länge der Straße beträgt rund 71 Kilometer.